# Шарлевуа
Шарлевуа — культурный и природный регион, расположенный в Квебеке, на северном берегу реки Святого Лаврентия, а также в области Лаврентийских гор Канадского щита. Регион был объявлен Всемирным биосферным заповедником решением ЮНЕСКО в 1989 году.

## История
Регион был назван в честь Пьера Франсуа-Ксавье де Шарлевуа, французского иезуита, исследователя и историка, который путешествовал по региону в XVIII веке. Посёлок Ла Мальбе был первым курортом в Канаде. В начале 1760 года шотландские дворяне Малкольм Фрейзер и Джон Наим принимали «туристов» в своих усадьбах.
На протяжении большей части своей истории, Шарлевуа был местом для дачных посёлков для состоятельных американцев, среди которых был Президент Уильям Говард Тафт.

## География
С административной точки зрения, «Шарлевуа» не является самостоятельной единицей, а состоит из региональных муниципалитетов Шарлевуа-Эст и Шарлевуа.
Среди местных достопримечательностей:
- Бэ-Сен-Поль, важный центр искусств
- Ле-Домэн-Форже: музыкальный фестиваль и академия
- Остров Иль-о-Кудр
- Парк-де-Гран-Жарден
- Поместье Ришельё и казино Шарлевуа
- фьорд реки Сагеней
- Школьное управление Шарлевуа
- музей Шарлевуа

### Естественная история
Рельеф этого региона претерпел существенные изменения в результате падения метеорита 350 млн лет назад, с образованием кратера Шарлевуа.
Впоследствии ландшафт изменился под воздействием оледенения. Произошло несколько крупных землетрясений в этом регионе:
- 5 февраля 1663 г., с эпицентром к югу от Ла-Мальбе.
- 6 декабря 1791, с эпицентром вблизи Бэ-Сен-Поль
- 17 октября 1860, с эпицентром под рекой Святого Лаврентия
- 20 октября 1870 года, с эпицентром вблизи Бэ-Сен-Поль
- 28 февраля 1925 года, с эпицентром под рекой Святого Лаврентия.